# Maria Theurl
Maria Theurl, po mężu Walcher (ur. 11 sierpnia 1966 w Assling) – austriacka biegaczka narciarska, brązowa medalistka mistrzostw świata.

## Kariera
Jej olimpijskim debiutem były igrzyska w Calgary w 1988 roku, gdzie w swoim najlepszym starcie, w biegu na 5 km techniką klasyczną zajęła 34. miejsce. Jej następne olimpijskie starty miały miejsce dopiero 10 lat później, podczas igrzysk olimpijskich w Nagano. Zajęła tam szóste miejsce w biegu na 30 km stylem dowolnym, 13. w biegu pościgowym oraz 15. miejsce w biegu na 5 km stylem klasycznym. Na kolejnych igrzyskach już nie startowała.
W 1993 roku wystartowała na mistrzostwach świata w Falun zajmując 41. miejsce w biegu na 30 km techniką dowolną. Cztery lata później, na mistrzostwach świata w Trondheim jej najlepszym wynikiem było 11. miejsce w biegu na 15 km stylem dowolnym. Swój największy sukces osiągnęła podczas mistrzostw świata w Ramsau w 1999 roku, gdzie wywalczyła brązowy medal w biegu pościgowym 5+10 km, ulegając jedynie zwyciężczyni Stefanii Belmondo z Włoch oraz drugiej na mecie Estonce Kristinie Šmigun. Na tych samych mistrzostwach zajęła także dziewiąte miejsce w biegu na 30 km techniką klasyczną oraz w biegu pościgowym. Były to ostatnie mistrzostwa w jej karierze.
Najlepsze wyniki w Pucharze Świata osiągnęła w sezonie 1998/1999, kiedy w klasyfikacji generalnej zajęła 17. miejsce. Tylko raz stanęła na podium zawodów Pucharu Świata, na najniższym stopniu. Ponadto w sezonie 1999/2000 FIS Marathon Cup zajęła drugie miejsce w klasyfikacji generalnej – wyprzedziła ją tylko Rosjanka Swietłana Nagiejkina.
Jej mężem jest były austriacki biegacz narciarski Achim Walcher, z którym ma jedną córkę (Witta-Luisa ur. 2002).

## Osiągnięcia

### Igrzyska olimpijskie
| Miejsce | Dzień     | Rok  | Miejscowość | Konkurencja             | Czas biegu | Strata  | Zwyciężczyni     |
| ------- | --------- | ---- | ----------- | ----------------------- | ---------- | ------- | ---------------- |
| DNF     | 14 lutego | 1988 | Calgary     | 10 km stylem klasycznym | 30:08,3    | -       | Vida Vencienė    |
| 34.     | 17 lutego | 1988 | Calgary     | 5 km stylem klasycznym  | 15:04,0    | +1:32,7 | Marjo Matikainen |
| 15.     | 10 lutego | 1998 | Nagano      | 5 km stylem klasycznym  | 17:37,9    | +58,9   | Łarisa Łazutina  |
| 13.     | 12 lutego | 1998 | Nagano      | 5+10 km łączony         | 46:06,9    | +1:28,9 | Łarisa Łazutina  |
| 6.      | 20 lutego | 1998 | Nagano      | 30 km stylem dowolnym   | 1:22:01,5  | +2:52,8 | Łarisa Łazutina  |

### Mistrzostwa świata
| Miejsce | Dzień     | Rok  | Miejscowość | Konkurencja             | Czas biegu | Strata   | Zwyciężczyni      |
| ------- | --------- | ---- | ----------- | ----------------------- | ---------- | -------- | ----------------- |
| 41.     | 27 lutego | 1993 | Falun       | 30 km stylem dowolnym   | 1:22:41,3  | +10:21,4 | Stefania Belmondo |
| 11.     | 21 lutego | 1997 | Trondheim   | 15 km stylem dowolnym   | 36:28,2    | +1:52,8  | Jelena Välbe      |
| 37.     | 23 lutego | 1997 | Trondheim   | 5 km stylem klasycznym  | 13:32,7    | +58,9    | Jelena Välbe      |
| 37.     | 1 marca   | 1997 | Trondheim   | 30 km stylem klasycznym | 1:23:04,9  | +9:17,4  | Jelena Välbe      |
| 3.      | 19 lutego | 1999 | Ramsau      | 15 km stylem dowolnym   | 38:49,0    | +54,5    | Stefania Belmondo |
| 12.     | 22 lutego | 1999 | Ramsau      | 5 km stylem klasycznym  | 12:49,8    | +51,7    | Bente Skari       |
| 9.      | 23 lutego | 1999 | Ramsau      | 5+10 km pościgowy       | 42:27,9    | +1:18,3  | Stefania Belmondo |
| 9.      | 27 lutego | 1999 | Ramsau      | 30 km stylem klasycznym | 1:29:19,9  | +3:18,3  | Łarisa Łazutina   |

### Puchar Świata

#### Miejsca w klasyfikacji generalnej
- sezon 1987/1988: 51.
- sezon 1991/1992: -
- sezon 1992/1993: -
- sezon 1993/1994: -
- sezon 1994/1995: 60.
- sezon 1995/1996: 23.
- sezon 1996/1997: 31.
- sezon 1997/1998: 23.
- sezon 1998/1999: 17.
- sezon 1999/2000: 25.

### Miejsca na podium
| Nr | Dzień     | Rok  | Miejscowość | Konkurencja           | Czas biegu  | Miejsce | Strata  | Zwyciężczyni      |
| -- | --------- | ---- | ----------- | --------------------- | ----------- | ------- | ------- | ----------------- |
| 1. | 19 lutego | 1999 | Ramsau      | 15 km stylem dowolnym | 38:49.0 min | 3.      | +54.5 s | Stefania Belmondo |

### FIS Marathon Cup

#### Miejsca w klasyfikacji generalnej
- sezon 1999/2000: 2.

### Miejsca na podium
| Nr | Dzień   | Rok  | Zawody              | Konkurencja           | Czas biegu  | Miejsce | Strata      | Zwyciężczyni         |
| -- | ------- | ---- | ------------------- | --------------------- | ----------- | ------- | ----------- | -------------------- |
| 1. | styczeń | 2000 | Marcialonga         | 45 km stylem dowolnym | 3:14:49 h   | 2.      | +1.32 min   | Swietłana Nagiejkina |
| 2. | marzec  | 2000 | Engadin Skimarathon | 42 km stylem dowolnym | 1:28:19.8 h | 2.      | +3:07.8 min | Julija Czepałowa     |